# Saint-Barthélemy-de-Bellegarde
Saint-Barthélemy-de-Bellegarde é uma comuna francesa na região administrativa da Nova Aquitânia, no departamento Dordonha. Estende-se por uma área de 34 km². Em 2010 a comuna tinha 496 habitantes (densidade: 14,6 hab./km²).